# Chlerogelloides simplex
Chlerogelloides simplex là một loài Hymenoptera trong họ Halictidae. Loài này được Engel & Brooks mô tả khoa học năm 2000.